# Baryconus similis
Baryconus similis är en stekelart som först beskrevs av Jean-Jacques Kieffer 1906.  Baryconus similis ingår i släktet Baryconus och familjen Scelionidae. Inga underarter finns listade.